# Echochrome II
Echochrome II (無限回廊 光と影の箱, Mugen Kairō: Hikari to Kage no Hako) (stylisé echochrome ii), est un jeu vidéo de réflexion développé par SCE Japan Studio, sorti en décembre 2010 sur PlayStation 3.
Compatible avec le PlayStation Move, le jeu fait suite à Echochrome, sorti en 2008.
La bande son du jeu détient le record du plus long morceau de musique jamais composé pour un jeu vidéo, avec une durée d'une heure, quinze minutes et sept secondes.